# 청주우편집중국
청주우편집중국(淸州郵便集中局)은 우편물을 분류·연결하는 업무를 담당하는 대한민국 과학기술정보통신부 우정사업본부 충청지방우정청 소속의 정부기관이다. 충청북도 청주시 서원구 수곡로 106번길(수곡2동)에 있다.

## 관할구역
- 세종특별자치시, 청주시, 진천군, 괴산군, 증평군, 음성군, 보은군, 충주시

## 조직
- 지원과
- 업무과
  - 우편소통계
    - 통상팀
    - 소포발착팀

  - 접수계
  - 물류총괄계
- 기술과
  - 우편기계계
  - 동력설비계